# Borutîne, Ovruci
Borutîne (în ucraineană Борутине) este un sat în comuna Rudnea din raionul Ovruci, regiunea Jîtomîr, Ucraina.

## Demografie
Componența lingvistică a localității Borutîne
     Ucraineană (100%)
Conform recensământului din 2001, toată populația localității Borutîne era vorbitoare de ucraineană (100%).